# Linum carteri
Linum carteri är en linväxtart som beskrevs av John Kunkel Small. Linum carteri ingår i släktet linsläktet, och familjen linväxter. Utöver nominatformen finns också underarten L. c. smallii.